# ناصر نظر
ناصر نظر (زادهٔ ۱۳۴۱ در تهران) موسیقی‌دان و آهنگساز اهل ایران است.

## زندگی هنری
ناصر نظر در سال ۱۳۴۱ در تهران متولد شد. او از خردسالی به موسیقی روی آورد و به‌طور مشخص در زمینه موسیقی کودک فعالیت خود را ادامه داد. وی بنیان‌گذار و مدیر «مرکز آموزش موسیقی کودکان پارس» می‌باشد. فعالیت‌های او در شناساندن روش آموزش موسیقی «کارل ارف» در ایران حایز اهمیت است. او از اولین کسانی بود که پس از انقلاب ۵۷ ایران به صورت جدی به تشکیل کلاس‌های آموزش موسیقی به کودکان پرداخت.

## آثار موسیقی
برخی از آثار موسیقی «ناصر نظر» در جایگاه موسیقیدان عبارتند از:
- آلبوم موسیقی «مادر کودک موسیقی»
- آلبوم موسیقی «دنیای شادی»
- تنظیم آلبوم موسیقی «ترانه‌های کوچک برای بیداری»، بر اساس آلبوم «ترانه‌های کوچک برای بیداری» اثر بیژن مفید و هنگامه یاشار[۳]
- آلبوم موسیقی «ترانه شادی»
- آلبوم موسیقی «سلام شیرین»
- اپرت «برکه حیوانات»[۴]

## کتاب
- کتاب «بازی شادی موسیقی» انتشارات هستان ۱۳۹۳[۵]
- کتاب «آموزش مقدماتی فلوت ریکوردر جلد اول» انتشارات هستان ۱۳۹۵
- کتاب «آموزش مقدماتی فلوت ریکوردر جلد دوم» انتشارات هستان ۱۳۹۵
- کتاب «آموزش مقدماتی فلوت ریکوردر جلد سوم» انتشارات هستان ۱۳۹۵
- کتاب «آموزش مقدماتی بلز جلد اول» انتشارات هستان ۱۳۹۵
- کتاب «آموزش مقدماتی بلز جلد دوم» انتشارات هستان ۱۳۹۵
- کتاب «آموزش مقدماتی بلز جلد سوم» انتشارات هستان ۱۳۹۵
- کتاب «دنیای شادی» انتشارات هستان ۱۳۹۱[۶]
- کتاب «ترانه‌های کوچک برای بیداری: دونوازی‌های فلوت ریکوردر» انتشارات هستان ۱۳۹۳
- کتاب «مادر کودک موسیقی» انتشارات ماهور ۱۳۹۶